# Julian Cegliński

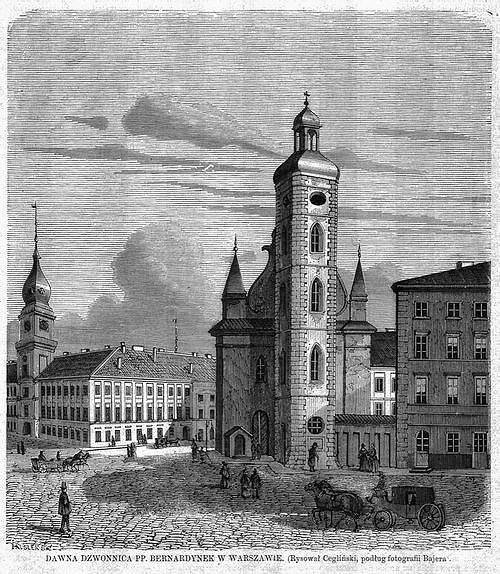
Dawna dzwonnica kościoła Bernardynek w Warszawie (Plac Zamkowy), grafika Juliana Ceglińskiego „podług fotografii Bajera” opublikowana w numerzez 122 Tygodnika Ilustrowanego w 1862 roku

Julian Cegliński (ur. 13 listopada 1827 w Warszawie, zm. 25 września 1910 w Janowie) – polski malarz.

## Życiorys
Już we wczesnym dzieciństwie przejawiał talent do malowania. W wieku 17 l. wstąpił do nowo utworzonej Szkoły Sztuk Pięknych w Warszawie. W czasie studiów był jednym z 9 studentów, którzy otrzymali promocję z roku pierwszego na trzeci, z pominięciem drugiego. Studia zakończył w 1850. W 1851 roku rozpoczął wędrówkę po kraju, rysując i malując lokalne motywy, szczególnie tatrzańskie. Kilkakrotnie osiedlał się na wsi (pod Siedlcami, w Sinołęce, w Janowie) i wracał do Warszawy. W l. 60. XIX w. nabył dobra ziemskie Sinołęka w pow. węgrowskim. Ostatecznie osiedlił się w Janowie, gdzie zmarł. Został pochowany na cmentarzu w Mińsku Mazowieckim.

## Twórczość
Wiele rysował i malował. Przede wszystkim krajobrazy i widoki architektury. Jego ulubione techniki to przede wszystkim litografia, ale również olej i akwarela. Rysunki odznaczały się piękną techniką. Publikował je w Tygodniku Ilustrowanym w latach 1860–1870. Pracował również jako rysownik w zakładach litograficznych Pecq et Comp i M. Fajans, Dzwonkowski. Pracował również w zakładzie cynkograficznym Banku Polskiego w Warszawie.
Najbardziej znane dzieła to:
- Dolina Strążyska (przed wojną w zbiorach Towarzystwa Zachęty Sztuk Pięknych w Warszawie)
- Klasztor w Karczówce pod Kielcami (1849, w zbiorach Muzeum Narodowego w Krakowie)
- Kościół św. Katarzyny w Krakowie (1852, j.w.).

Wydał – wraz z A. Matuszkiewiczem – album widoków Warszawy: Album des vues de Varsovie at de ses environs, Warszawa [1860].

## Życie prywatne
Julian Cegliński ożenił się ok. 1866 roku z Wandą Buczyńską. Mieli troje dzieci: Kazimierza (inżyniera i profesora uczelni technicznych w Rosji), Lucjana (ziemianina) i Stanisława.

## Galeria

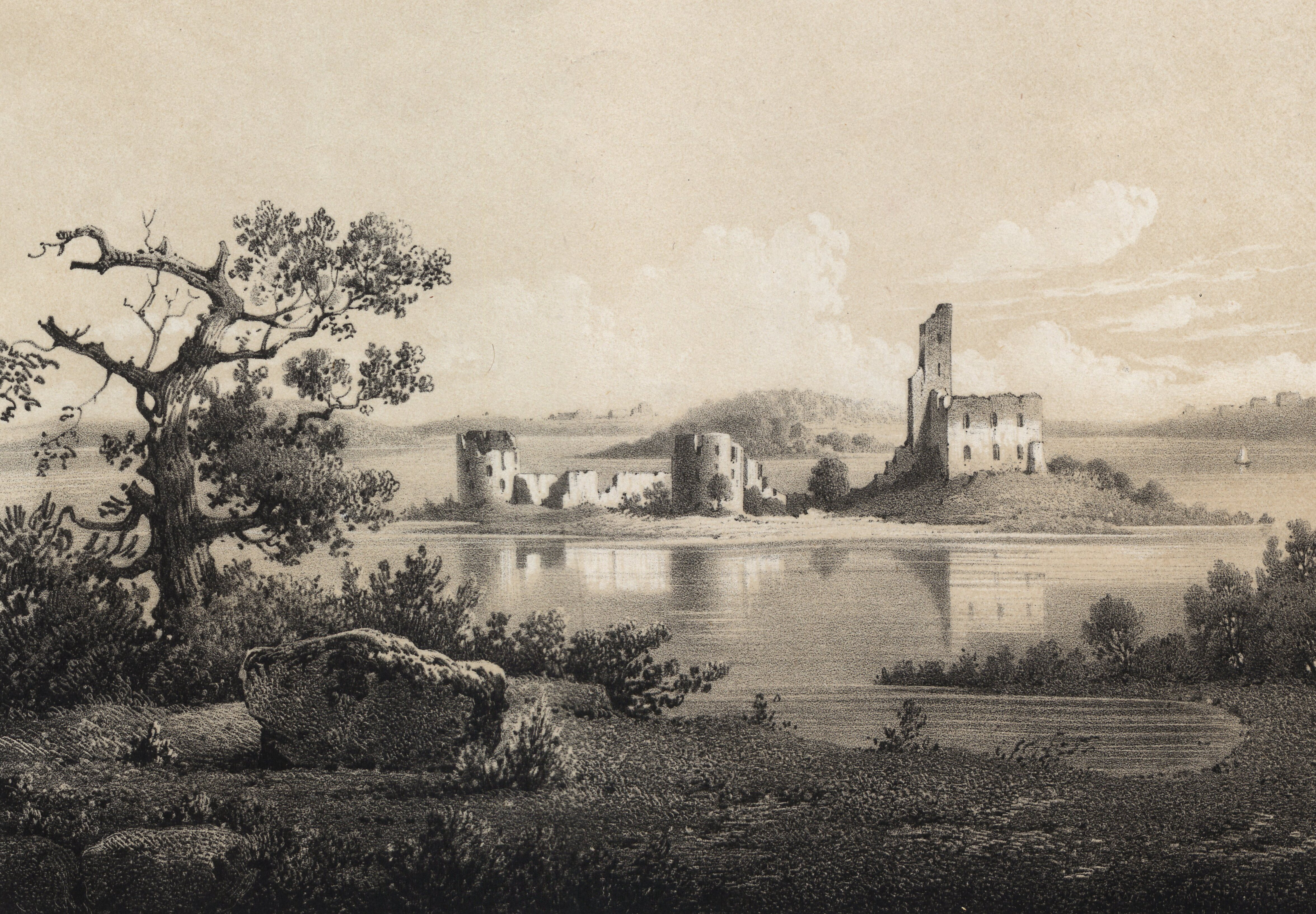
Troki, lata 50. XIX wieku
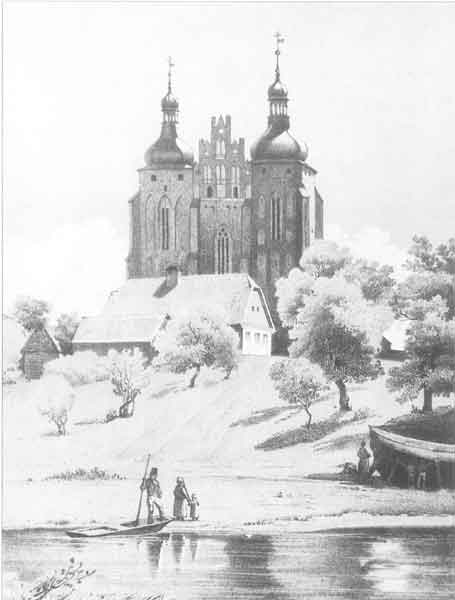
Widok katedry we Włocławku od zachodu, od strony Zgłowiączki, rysunek Wojciecha Gersona, miedzioryt Juliana Ceglińskiego, ok. 1860
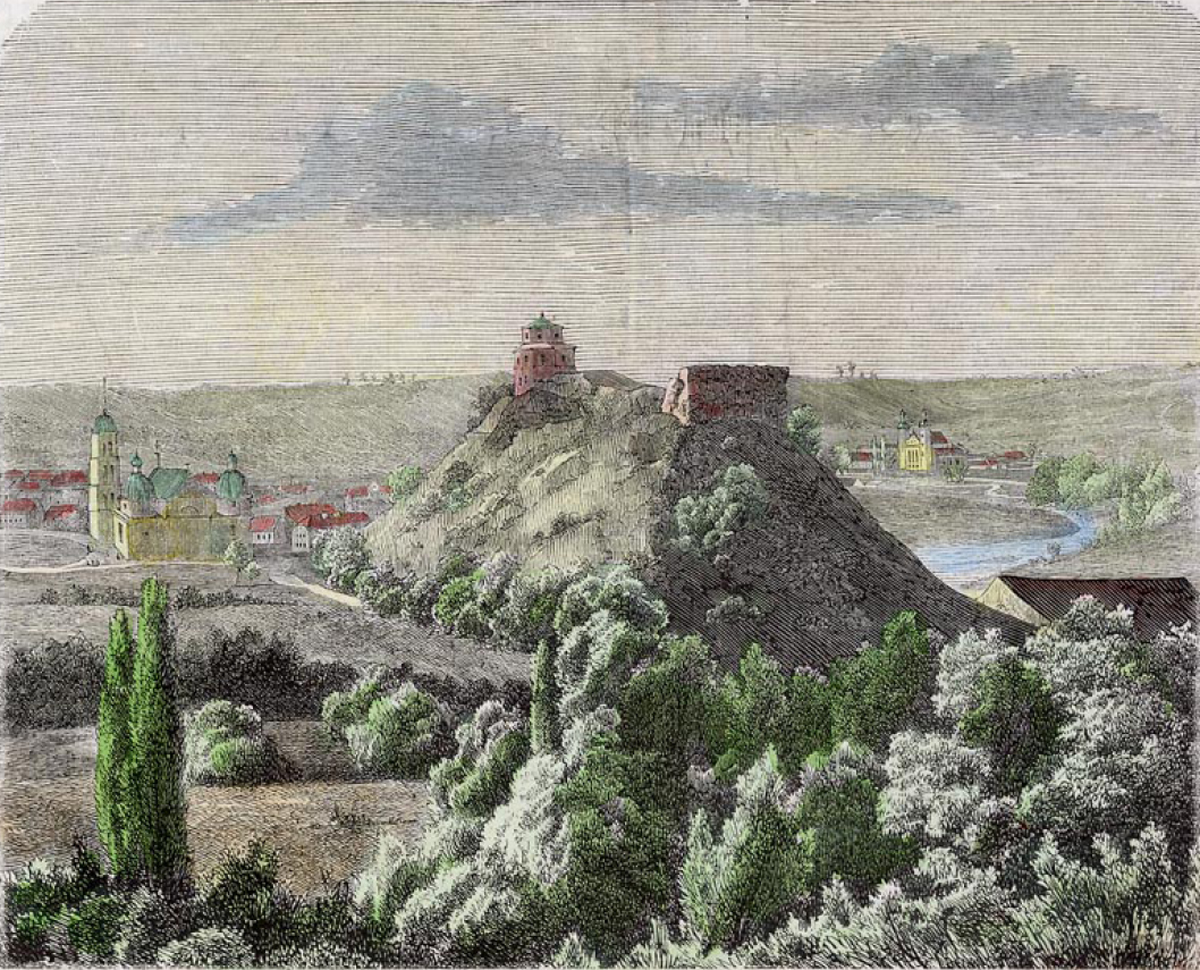
Góra Zamkowa w Wilnie, drzeworyt sztorcowy wtórnie kolorowany, Tygodnik Ilustrowany, 1861, nr 69
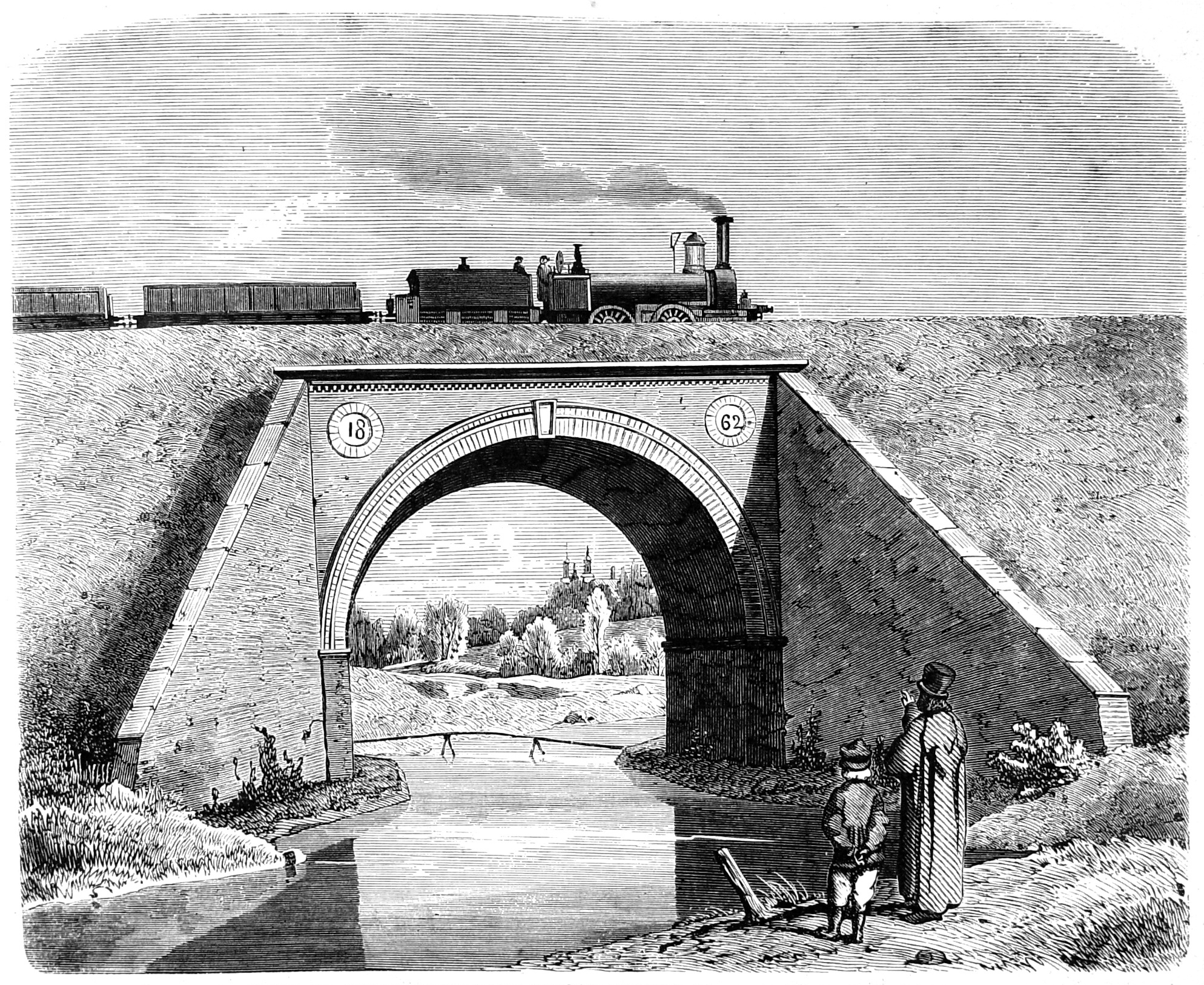
Most na Zgłowiączce pod Włocławkiem, Tygodnik Ilustrowany, 1863, nr 174
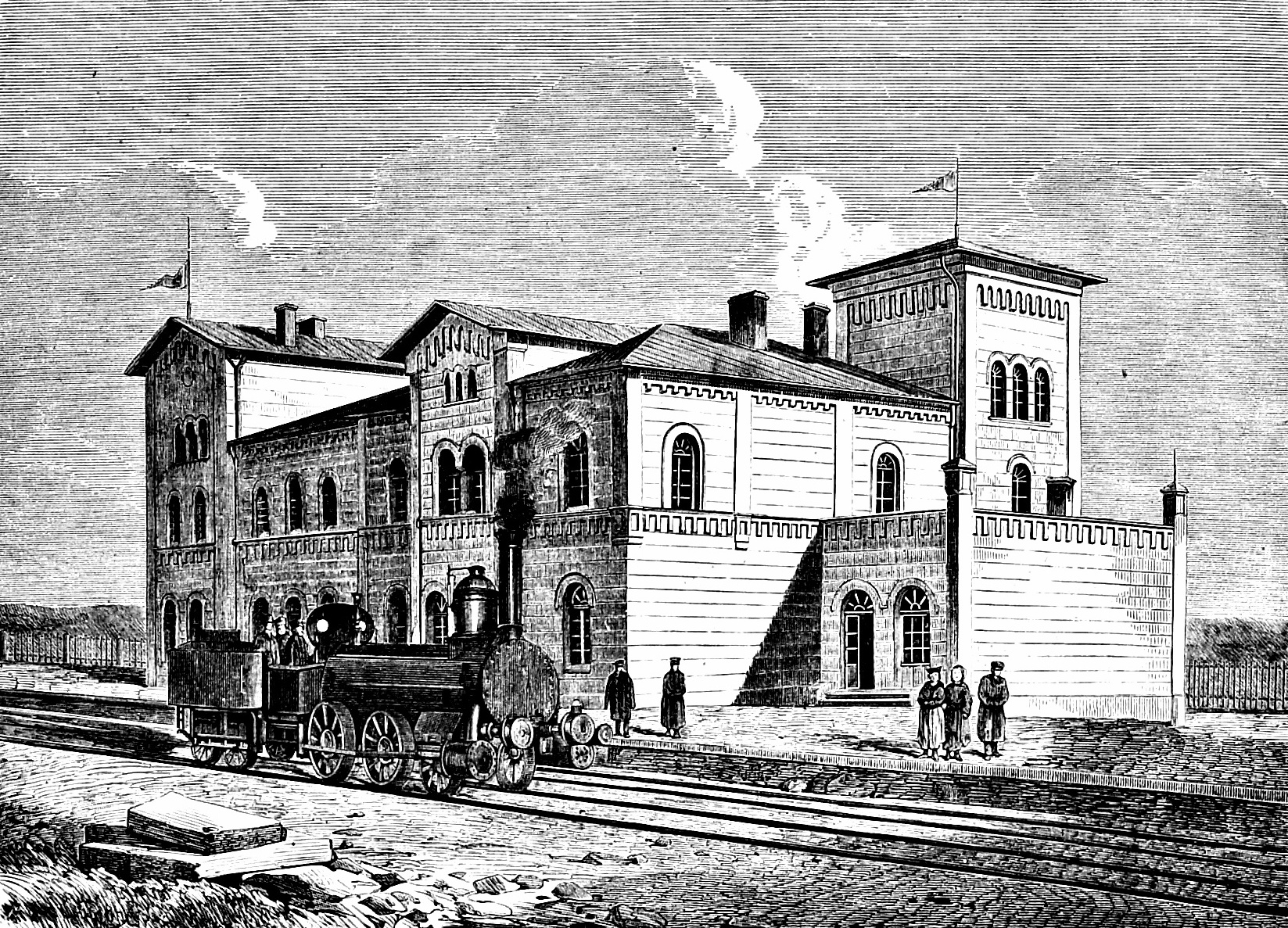
Dworzec drogi żelaznej Warszawsko-Bydgoskiej we Włocławku, 1863, nr 174